# Principati danubiani

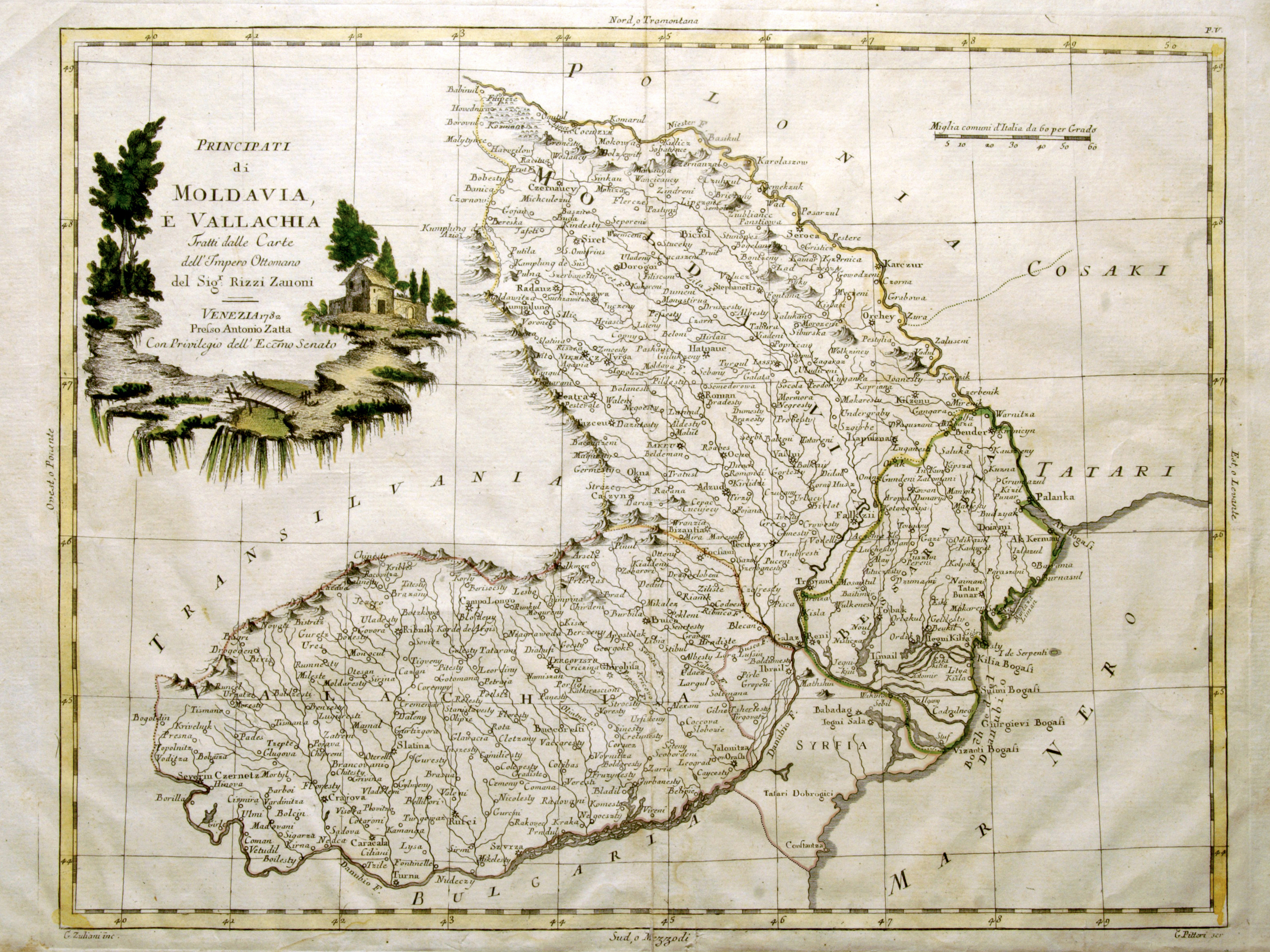
Principati di Moldavia e Valacchia nel 1786, mappa italiana di G. Pittori, tratta da cartografia di Giovanni Antonio Rizzi Zannoni.

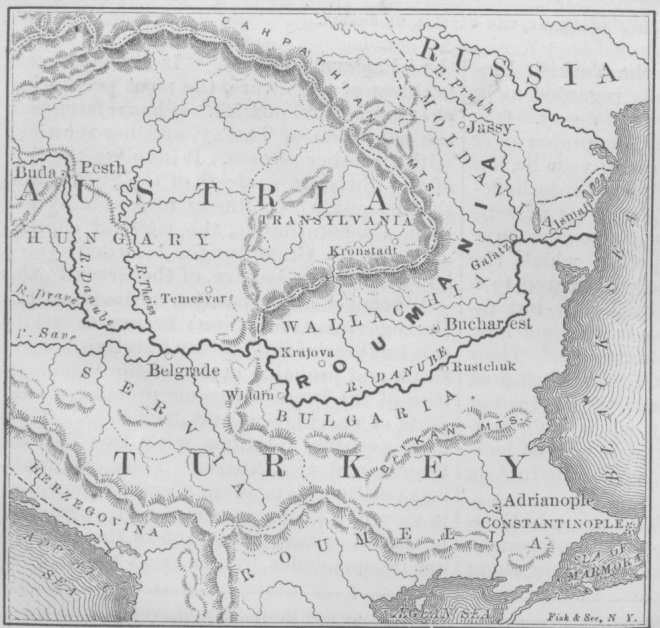
I Principati danubiani in un senso più ampio: Moldavia, Valacchia e Serbia

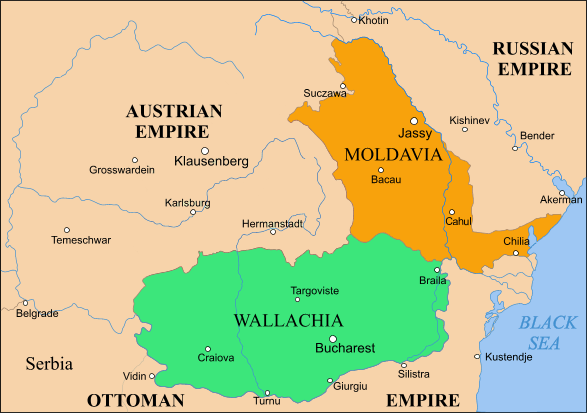
Principati danubiani a metà del XIX secolo

Principati danubiani (in romeno Principatele Dunărene) fu il nome convenzionale dato ai Principati di Moldavia e di Valacchia che nacquero nel XIV secolo. Il termine fu coniato all'interno della Monarchia asburgica dopo il trattato di Kuchuk Kainarji (1774) per designare l'area del basso Danubio che presentava la stessa situazione geopolitica. Il termine fu utilizzato largamente dai circoli politici stranieri e dall'opinione pubblica fino all'unione dei due principati, nel 1859. Insieme alla Transilvania, i principati danubiani (o principati rumeni) divennero la base dello stato nazionale rumeno.
In un contesto più ampio, questo nome si potrebbe riferire anche al Principato di Serbia come uno dei Principati del Danubio, che entrò in un rapporto di suzeraineté con la sublime porta dal 1817.

## Storia

### L'inizio
Articoli principali: Moldavia, Valacchia
I due principati emersero come vassalli del Regno d'Ungheria (nel caso della Valacchia, la sovranità ungherese era presente già da prima di Basarab I), e rimasero in questa situazione fino all'indipendenza del 1330 per la Valacchia e del 1359 per la Moldavia. Nel 1476 la Valacchia e nel 1538 la Moldavia caddero nel dominio dell'Impero ottomano, anche se mantennero una certa indipendenza in quasi tutti i campi tranne negli affari esteri, eccetto nei periodi in cui i singoli principi sfidavano gli ottomani stabilendo relazioni con stati esteri; uno dei principi, Michele il Bravo, giunse addirittura a stabilire una breve unione personale dei Principati danubiani con la Transilvania nel 1600.
Dopo il declino dell'indipendenza e della prosperità dei secoli XVI e XVII (direttamente legato alle richieste della Sublime porta durante la stagnazione dell'Impero ottomano), furono bloccate dagli ottomani ulteriori richieste di indipendenza con l'introduzione dei Fanarioti nel 1711 in Moldavia e nel 1714 in Valacchia, il che portò i due paesi a un'offensiva condotta insieme alla monarchia asburgica e all'Impero russo nella grande guerra turca.
Questo fu un periodo disastroso per la storia di questi Paesi, che intanto erano divenuti il teatro di una serie di contese tra le forze russe, asburgiche e ottomane (fino alla metà del XIX secolo queste zone furono sotto occupazione a tratti russa e a tratti austriaca e talvolta caddero anche sotto amministrazione di queste potenze, come accadde in Oltenia, Bucovina, e Bessarabia). L'alta tassazione, le repressioni e le guerre durante questo secolo condussero a un deterioramento delle condizioni economiche e di vita, e alla decrescita della popolazione, che diminuì del 30%.

### L'inizio del 1800
I due Paesi vennero in contatto con la causa di indipendenza della Grecia durante la guerra d'indipendenza della Grecia: la Filikí Etería, supportata da gran parte dei fanarioti, agiva in Moldavia, mentre la rivolta in Valacchia del 1821 combinò sentimento anti-fanarioti con un'alleanza con l'Eteria. Questi due aspetti giunsero poi in conflitto all'interno del movimento stesso, e l'iniziativa valacchiana fu rovesciata da un'amministrazione dell'Eteria che dovette ritirarsi in vista di un'invasione ottomana.
Sebbene questi eventi abbiano portato il dissestamento del governo dei fanarioti, questi fatti furono di secondaria importanza, in quanto una nuova guerra russo-turca portò un nuovo periodo di occupazione russa sotto la formale supervisione ottomana, estesa tra il 1829 e la guerra di Crimea. Fu posta in essere anche un'amministrazione militare parallela russa, mentre ai due principati furono dati i primi accenni di governo comune, che contribuirono a modernizzare il governo stesso, a riformare l'amministrazione pubblica e a influenzare la vita politica nei decenni successivi. Le pressioni russe per cambiamenti nel testo erano percepite dagli abitanti della Valacchia e della Moldavia come un tentativo di rimuovere i territori dal dominio turco e annetterli a un impero assolutista ancora più centralizzato. Questo coincide con un periodo di risveglio del sentimento nazionale rumeno, e con le rivoluzioni del 1848.

### I Principati uniti
La sconfitta russa del 1856 nella guerra di Crimea favorì una ripresa di controllo da parte degli ottomani e condusse alla convocazione del congresso di Parigi cui parteciparono il Regno Unito di Gran Bretagna e Irlanda, il Secondo Impero Francese, il Regno di Sardegna, l'Impero austriaco, il Regno di Prussia e l'Impero russo. Mentre la causa unionista della Moldavia e della Valacchia era vista con simpatia da francesi, russi, prussiani e piemontesi, era viceversa rigettata dagli austriaci, e guardata con sospetto da Gran Bretagna e Impero ottomano. I negoziati giunsero a un accordo sull'unione formale e resero possibile il governo di Alessandro Giovanni Cuza come Domnitor dei Principati Uniti di Valacchia e Moldavia (di Romania dal 1861).
Anche se riconosciuta internazionalmente solo nel periodo del governo di Cuza, l'unione era cementata dagli interventi di Cuza nel testo dell'ex legge organica e anche nelle circostanze della sua deposizione nel 1866, quando la rapida elezione di Carlo I — supportato dalla Prussia — e la guerra austro-prussiana resero impossibile la dissoluzione dell'unione.
Nel 1878, dopo la guerra di indipendenza rumena, la Romania si liberò del dominio ottomano e giunse in conflitto con l'Impero russo a causa delle richieste del Budjak (Bessarabia meridionale); fu in seguito assegnata alla Romania la Dobrugia Settentrionale in cambio della Bessarabia meridionale. Nel 1881 nacque il Regno di Romania.